# Antignac (Cantal)
Antignac település Franciaországban, Cantal megyében. Lakosainak száma 282 fő (2022. január 1.). Antignac Champs-sur-Tarentaine-Marchal, La Monselie, Saint-Étienne-de-Chomeil és Vebret községekkel határos.

## Népesség
A település népességének változása:
| Lakosok száma | 439  | 305  | 292  | 276  | 285  | 283  | 281  | 283  | 284  | 282  |
|               | 1968 | 1982 | 1999 | 2006 | 2011 | 2015 | 2017 | 2018 | 2020 | 2022 |